# Władysław Buchow
Władysław Serhijowycz Buchow (ukr. Владислав Сергійович Бухов; ur. 5 lipca 2002 w Doniecku) – ukraiński pływak, olimpijczyk z Tokio 2020, mistrz świata. Specjalizuje się w stylach dowolnym i motylkowym.
W 2019 podczas Euromeetingu w Luksemburgu z czasem 23.14 ustanowił rekord świata juniorów na dystansie 50 m stylem motylkowym.

## Udział w zawodach międzynarodowych
| Impreza                                | Rok  | Miejsce   | Konkurencja          | Wynik | Wynik   |
| Impreza                                | Rok  | Miejsce   | Konkurencja          | Czas  | Miejsce |
| -------------------------------------- | ---- | --------- | -------------------- | ----- | ------- |
| Igrzyska olimpijskie                   | 2020 | Tokio     | 50 m st. dowolnym    | 21.83 | 11.     |
| Mistrzostwa Europy w pływaniu          | 2020 | Budapeszt | 50 m st. dowolnym    | 22.07 | 10.     |
| Mistrzostwa Europy w pływaniu          | 2020 | Budapeszt | 50 m st. motylkowym  | 23.57 | 15.     |
| Mistrzostwa świata juniorów w pływaniu | 2019 | Budapeszt | 50 m st. dowolnym    | 22.13 | złoto   |
| Mistrzostwa świata juniorów w pływaniu | 2019 | Budapeszt | 100 m st. dowolnym   | 49.81 | 5.      |
| Mistrzostwa świata juniorów w pływaniu | 2019 | Budapeszt | 4x100 m st. dowolnym | —     | 7.      |